# Факультет журналістики Львівського національного університету імені Івана Франка
Факультет журналістики Львівського національного університету імені Івана Франка створений 1954 року. На факультеті діють шість кафедр: теорії і практики журналістики, української преси, зарубіжної преси та інформації, радіомовлення та телебачення, мови засобів масової інформації, нових медій.

## Історія
Влітку 1953 року у Львівському державному університеті створено відділення журналістики. А через рік воно було реорганізоване у факультет.
Першим деканом призначено Володимира Дмитрука. Він же очолював і єдину на факультеті кафедру журналістики. Основні курси викладали Яків Білоштан, Всеволод Боянович та Іван Дорошенко.
Тривалий час факультет мав лише одну кафедру. І нарешті у 1971 році її поділено на дві — кафедру історії журналістики та кафедру теорії і практики преси. Згодом у 1973 році від останньої виокремилася кафедра стилістики та редагування.
Наприкінці 1960-х — на початку 1970-х захистилися перші професори. Тоді ж створено й спеціалізовану раду для захисту кандидатських дисертацій. Крім згаданих Дмитрука, Бояновича та Білоштана в різні роки деканами факультету були Йосип Цьох, Дем'ян Григораш, Михайло Нечиталюк, Павло Ящук, Володимир Здоровега, Борис Потятиник, Михайло Присяжний. Сьогодні деканом факультету є доктор історичних наук, професор кафедри теорії і практики журналістики Іван Крупський.
Через радянську тоталітарну систему неодноразово страждали студенти й викладачі факультету журналістики. Жертвою репресій став молодий викладач Михайло Осадчий. У 1966-1968, 1972-1980 він відбував терміни ув'язнення у таборах. Згодом Осадчий повернувся до наукової діяльності, став доктором філософії, однак невдовзі пішов із життя.
За роки існування факультету його закінчили понад 4 тисячі спеціалістів. Вони працюють в Україні та за її межами. Багато з них отримали різноманітні нагороди, стали заслуженими журналістами, заслуженими працівниками культури України, редакторами поважних видань, керівниками телерадіокомпаній, директорами видавництв. Понад 50 випускників мають ступені кандидатів і десять — докторів наук.
Серед найвідоміших випускників факультету перший і єдиний міністр інформації України Зиновій Кулик, генеральний директор Українського незалежного інформаційного агентства новин (УНІАН) Михайло Батіг, головний редактор газети «Молодь України» Володимир Боденчук, заступник головного редактора газети «Дзеркало тижня» Михайло Мигаль, головний редактор газети «Високий замок» Степан Курпіль, головний редактор газети «Експрес» Ігор Починок, редактор єдиної обласної україномовної газети Одещини «Чорноморські новини» (http://chornomorka.com/ [Архівовано 16 жовтня 2012 у Wayback Machine.]) Іван Мельник, відомий спортивний телекоментатор Олександр Гливинський, редактори обласних газет: Вінницької -  Омелян Костко, Івано-Франківської - Василь Назарчук. Хмельницької - Микола Шокало.

## Підрозділи
Сучасний факультет складається з 6 кафедр, лабораторії сучасних медіатехнологій, лабораторії "Контенту і технологій" й Інституту екології інформації.

### Кафедра теорії і практики журналістики (ТПЖ)
Завдання кафеди - дослідження теорії і практики преси, теорії і практики реклами. Кафедра бере свій початок з 2005 року. Її засновником і першим завідувачем став доктор суспільно-економічних наук Михайло Присяжний. Викладачі кафедри під керівництвом доцента Присяжного у 2009 році завершили роботу над темою «Шляхи підвищення ефективності сучасної журналістики» наук. Зараз кафедра працює над роботою на тему «Українські медіа і проблеми національної ідентичності: історія, стан, перспективи».
Серед 13 навчальних курсів працівники кафедри викладають, зокрема «Журналістську етику», «Соціальні комунікації», «Етично-правові норми журналістики». А зі спецкурсів - «Сатира і гумор в пресі», «Організація роботи прес-служби», «Спортивна журналістика», «Особливості роботи журналіста в інформаційному агентстві».
Щорічно кафедра ТПЖ організовує всеукраїнську студентську науково-практичну конференцію. Працівники забезпечують підготовку журналістів для преси, газетно-журнальних видань, відділів реклами та маркетингу ЗМІ. Наукове товариство кафедри спільно з кандидатом наук з соціальних комунікацій, доцентом кафедри Наталією Войтович тісно співпрацює з Жешувським університетом та університетом імені Адама Міцкевича у Познані, Польща.
Викладачі кафедри — доценти Юрій Васьківський, Зенон Дмитровський, Богдан Тихолоз, професори Михайло Присяжний та Іван Крупський. Свого часу на кафедрі пропрацювала понад 20 років кандидат економічних наук, доцент Наталія Мельничук. 

### Кафедра української преси
Завдання кафедри — вивчення історії української періодики. Як одиниця факультету кафедра створена 1971-го року. У 1971-1991 мала назву «кафедра теорії і практики радянської преси». У 1991-1993 – «кафедра теорії і практики преси», з 1993 – «кафедра української преси». У 1971-1996 роках її очолював Володимир Здоровега, 1997-2003 — Михайло Присяжний, а з 2003-го — Степан Кость.
Кафедра видає збірник праць «Пресознавчі студії: історія, теорія, методологія» (з 1995), провела кілька всеукраїнських (1999, 2004, 2007, 2008) і одну міжнародну науково-практичну конференцію («Сучасна українська журналістика і виклики XXI ст.», Львів, 2010). При кафедрі діє аспірантура за спеціальністю «теорія та історія журналістики». Усього на кафедрі викладають 8 дисциплін, зокрема «Історію української журналістики», «Голодомор в Україні: медійний аспект», «Теорію масової культури».
У різні роки на кафедрі працювали доценти Дем'ян Григораш, Зенон Дмитровський, П. Малий, І. Курганський, Ігор Лубкович, Б. Машталярчук, М. Пашко, а також Олена Кузнецова, Іван Крупський, Василь Лизанчук, Борис Потятиник, Юрій Шаповал.
Після реорганізації і перейменування (1993) на кафедрі працювали професор Михайло Нечиталюк, доценти Михайло Осадчий (помер 1994), М. Максимович (в.о. доцента), Ігор Моторнюк, Ігор Паславський, Олег Романчук, Соломія Онуфрів, Мирослав Трофимук, Ігор Павлюк.

### Кафедра радіомовлення і телебачення
Науковий підрозділ факультету вивчає теорію і практику радіо- й тележурналістики. Кафедра створена 1 вересня 1993 року. Від часу появи її очолює доктор філологічних наук, професор Василь Лизанчук. 
Кафедра радіомовлення і телебачення видає з 1997 року збірник науково-методичних праць «Теле- та радіожурналістика». Тут публікуються результати дисертаційних робіт на здобуття наукових ступенів доктора і кандидата наук. Також у виданні друкують свої статті журналісти-практики й студенти.
Щороку кафедра радіомовлення і телебачення разом з Львівською обласною організацією Національної Спілки журналістів України і обласною держтелерадіокомпанією до Дня журналіста проводять творчий конкурс «Третій погляд» на найкращі студентські телевізійні й радіоматеріали. Усього викладачі кафедри мають 26 профільних дисциплін, серед них «Радіопубліцистика», «Мова і політика», «Сучасне телебачення і радіомовлення в контексті інформаційної безпеки України».
Сьогодні на кафедрі працюють завідувач Василь Лизанчук, професор, доктор філологічних наук Олександра Сербенська, професор, доктор історичних наук Іван Крупський, доцент, кандидат наук із соціальних комунікацій Вікторія Бабенко.
У минулому на кафедрі викладали кандидат філологічних наук, доцент В.М.Гой, кандидат філологічних наук, доцент Зенон Дмитровський, асистент О.К.Гулик, доктор філологічних наук, професор Сергій Горевалов, доктор філологічних наук, професор Юрій Шаповал, кандидат філологічних наук Наталія Темех, заслужений журналіст України Василь Глинчак, заслужений журналіст України Мирослава Лубкович.

### Кафедра зарубіжної преси та інформації
Ця кафедра вивчає зарубіжну пресу: історію, теорію функціонування, сучасна практику, проблеми інформаційного суспільства. Заснована кафедра у 1993 році. Від часу заснування до сьогодні її очолює професор, кандидат історичних наук, доктор політичних наук Йосип Лось. А 1995-го відбувся перший випуск спеціалізації «Міжнародна журналістика». Відтоді сформовано школу світоглядної публіцистики, яка продовжує традиції Миколи Шлемкевича.
Викладачі кафедри викладають 13 курсів, а також 20 вибіркових та 9 обов'язкових спецкурсів. Аналогів деяких з них («Націологія та інформація») немає в Європі, а такі, як «Слов'янський світ: література і публіцистика», «Деонтологія журналістики» - відсутні в Україні.
Викладачами кафедри нині є професор Йосип Лось, професор, доктор наук із соціальних комунікацій Мар'ян Житарюк, доцент, кандидат філологічних наук Тарас Лильо, доцент, кандидат філологічних наук Тетяна Хоменко, доктор історичних наук Петро Шкраб'юк читає спецкурс «Українці в світовій культурі», доцент, кандидат наук з соціальних комунікацій Ольга Квасниця, доцент, кандидат наук із соціальних комунікацій Юрій Мельник, асистенти Ігор Полянський, Тарас Балда, Христина Давидчак, Микола Рашкевич, Андрій Мельник  і старший лаборант Ярослава Фіалкович. До 2008 року на кафедрі викладав доцент, кандидат філологічних наук Богдан Залізняк.

### Кафедра мови засобів масової інформації
Кафедра мови засобів масової інформації (попередня назва «стилістики і редагування») створена 6 червня 1974 року. Першим завідувачем кафедри був кандидат філологічних наук, доцент  Павло Ящук (1974–1985).  З  1986 року по 1996 роки кафедру очолювала доктор філологічних наук, професор Олександра Сербенська. З 1996 по 1999 роки завідувач кафедри – кандидат філологічних наук, доцент Ольга Федик. А з 1999-го й донині цю посаду обіймає кандидат філологічних наук, доктор політичних наук, професор Марія Яцимірська.
На кафедрі викладають 10 основних дисциплін, зокрема «Мова ЗМІ», «Риторика», «Мова реклами», «Типологія  журналістських помилок». Також працівники кафедри навчають студентів і більше десяти спецкурсам («Мова інтернет-видань», «Редакторська  майстерність»).
Викладачами кафедри є доцент, кандидат філологічних наук Анатолій Капелюшний, доцент, кандидат філологічних наук Любов Конюхова, доцент, кандидат філологічних наук Христина Дацишин, доцент, кандидат філологічних наук Людмила Павлюк, доцент, кандидат філологічних наук Андрій Яценко, асистенти Марія Ріпей, Наталія Більовська та Богдан Маркевич. Серед викладачів, які працювали на кафедрі раніше - кандидат філологічних наук, доцент Мирослава Прихода.

## Відомі випускники
- Михайло Мигаль — заступник головного редактора газети «Дзеркало тижня».
- Костянтин Валігура (1963) — український журналіст, Заслужений журналіст України, письменник, краєзнавець, публіцист.
- Юрій Коваль (1965) — український поет, письменник, публіцист, головний редактор журналу «Дзвін».
- Петро Шкраб'юк (1969) — український поет, письменник, есеїст, літературознавець, історик.
- Володимир Боденчук (1977) — головний редактор газети «Молодь України».
- Людмила Коханець (1977) — Заслужений журналіст України, суспільно-політичний оглядач газети «Голос України».
- Степан Лепех (1978) — журналіст, автор пісень.
- Володимир Пелех- редактор газети "Радянська Буковина", заслужений журналіст України.
- Богдан Кучер — український радіотележурналіст, заслужений журналіст України, співак, автор і виконавець власних пісень.
- Богдан Онуфрик (1980) - народний депутат України VIII скликання, заслужений журналіст України
- Степан Курпіль (1981) — головний редактор газети «Високий замок».
- Михайло Батіг (1981) — генеральний директор Українського незалежного інформаційного агентства новин (УНІАН).
- Ганна Герман (1983) — політик (зокрема радник прем'єр-міністра та президента України).
- Олександр Вільчинський (1985) — головний редактор газети «Тернопіль вечірній», письменник, доцент кафедри журналістики ТНПУ імені Володимира Гнатюка.
- Ігор Починок (1993) — головний редактор газети «Експрес».
- Андрій Шкіль (1997) — український політик, один із лідерів УНА-УНСО.
- Олександр Гливинський (1998) — спортивний коментатор, прес-аташе національної збірної України з футболу.
- Борис Варга (2000) — спеціаліст із проблематики країн колишніх Югославії та СРСР.
- Віктор Вацко (2000) — спортивний коментатор.
- Ігор Циганик (2002) — спортивний коментатор.
- Вероніка Кавун (2008) — українська поетеса.
- Ольга Фреймут — ведуча «Голос країни. Перезавантаження» на 1+1.
- Віталій Олійник (1933) — письменник і журналіст.
- Микола Шокало - заслужений журналіст України, редактор Хмельницької обласної газети "Подільські вісті".
- Василь Ільницький - заслужений журналіст України, директор Інформаційно-видавничого центру Ужгородського національного університету.